# Deaver (Wyoming)
Deaver város az USA Wyoming államában,  Big Horn megyében. Lakosainak száma 154 fő (2020. április 1.).

## Népesség
A település népességének változása:

| 2010 | 178 |
| 2020 | 154 |